# Ally Kerr

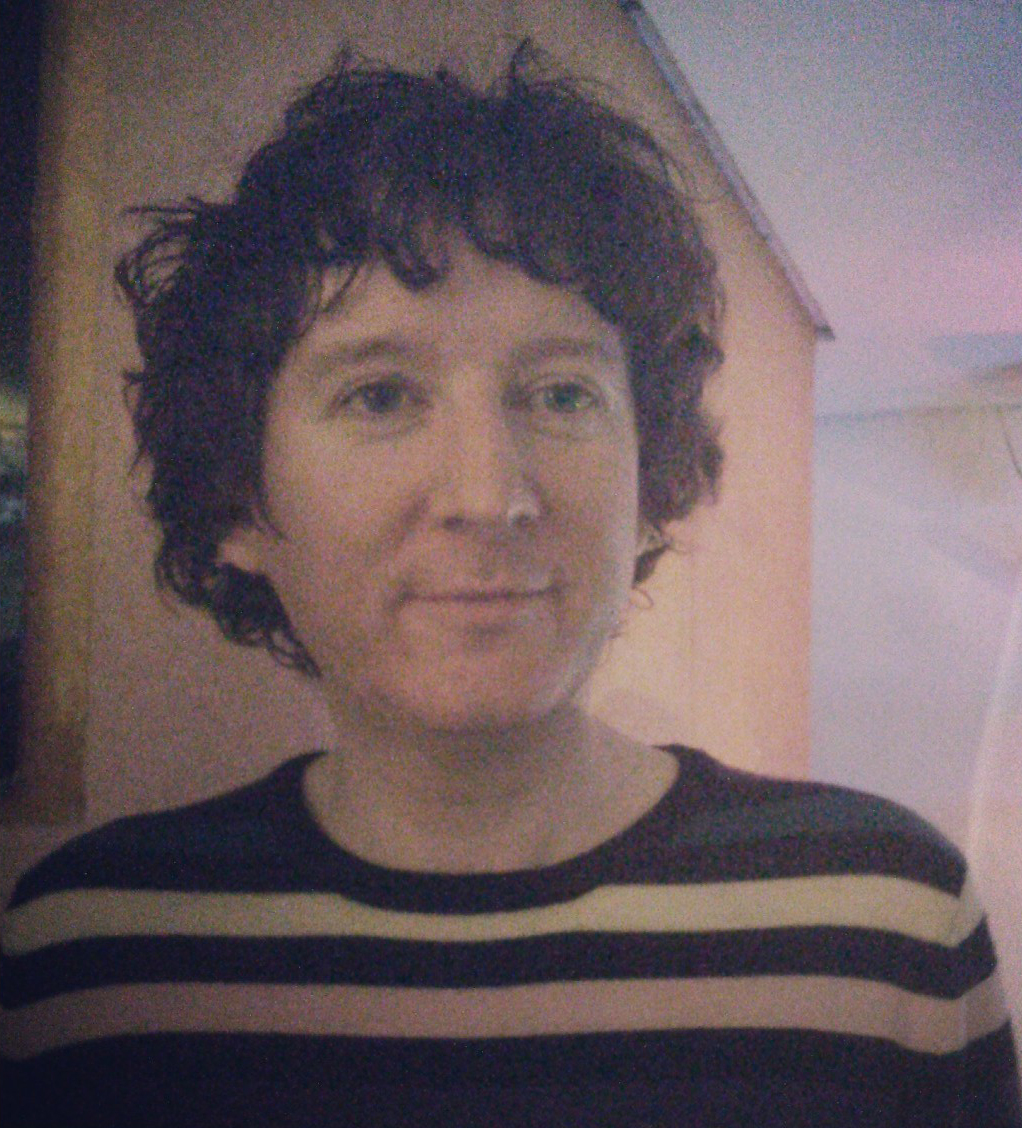
Ally Kerr

Ally Kerr ist ein Singer-Songwriter aus Glasgow, Schottland, der sich auf der Akustikgitarre begleitet. Sein Debütalbum, Calling Out to You, wurde von Neon Tetra Records im Vereinigten Königreich, sowie durch Quince Records in Japan, 2005 veröffentlicht.
Das Lied The Sore Feet Song, welches auf diesem Album ist, wurde 2005 als Titelmelodie der Animeserie Mushishi ausgewählt.

## Diskographie
- 2005: Calling Out to You
- 2008: Off the Radar